# شارل كازلوسكاس
شارل كازلوسكاس (بالإنجليزية: Charles Kazlauskas)‏ (12 نوفمبر 1982 بميلواكي في الولايات المتحدة - ) هو لاعب كرة قدم أمريكي في مركز الدفاع. شارك مع منتخب الولايات المتحدة تحت 20 سنة لكرة القدم. أما مع النوادي، فقد لعب مع إن إي سي نيميخن وهيلموند سبورت وتوب أوس وDe Treffers ‏ وفورتونا سيتارد.

## روابط خارجية
- شارل كازلوسكاس على موقع قاعدة بيانات كرة القدم.إي يو (الإنجليزية)
- شارل كازلوسكاس على موقع Soccerway.com (الإنجليزية)